# Mononchoides striatus
Mononchoides striatus är en rundmaskart. Mononchoides striatus ingår i släktet Mononchoides och familjen Diplogasteridae. Inga underarter finns listade i Catalogue of Life.